# Irmgard Perfahl
Irmgard Beidl-Perfahl (* 19. November 1921 in Birkfeld) ist eine österreichische Schriftstellerin und Bibliothekarin.

## Leben und Wirken
Perfahl maturierte in Kassel, studierte Germanistik in Graz und arbeitete als Bibliothekarin in Linz und Lehrprogrammassistentin (Medizindidaktik) in Tübingen. Seit 1974 ist sie als freiberufliche Autorin tätig, sie debütierte mit Fahren aber niemals ankommen und bereiste u. a. Afrika, Japan und Kleinasien.
Sie ist Mitglied des Österreichischen Schriftsteller/innenverbandes, der Marcel Proust Gesellschaft, der Grazer Autorinnen Autorenversammlung und seit 1953  der Künstlervereinigung MAERZ. Nach rund drei Jahrzehnten in Tübingen lebte sie von 2002 bis 2018 in Leonding und danach in einer Pflegeeinrichtung in St. Florian.

## Werke
Perfahl veröffentlichte Lyrik und Prosa in Buchform, vereinzelt auch in Zeitschriften:
- Die Rede vertiefen, Gedichte, in: Zeitschrift für Literatur, Salzburg, 2012
- Worte balsamisch, Lyrik, Frankfurt, 2010
- Elf Gedichte, in: Facetten 2009, Literarisches Jahrbuch der Stadt Linz, Linz, Weitra, 2009
- Himmel. Bibliothek der Provinz, Linz, Wien, München, Weitra, Raabs 2008, ISBN 978-3-85252-911-0.
- Eukalyptus, was flüsterst du, Gedichte, Tübingen, 2003
- Schwarzes Lächeln Senegal, Poetischer Reisebericht, Tübingen, 1984, 2002
- Mosaik, Roman in 83 Teilstücken, Tübingen, 1994
- Guten Tag Freiheit, Projektionen, Tübingen, 1981
- Anscheinend unverletzt, Erzählungen, Stuttgart, 1980
- Fortbewegungen, Gedichte, Stuttgart, 1978
- Fahren aber niemals ankommen, Kurzprosa und Gedichte, Stuttgart, 1977, 1979

## Medien
- Tübingen ist meine Heimat – Gespräch geführt von Erich Klinger mit Irmgard Perfahl vom 14. Jänner 2012 in einer kurzen und in einer langen Fassung, nachhörbar im Archiv von cba.fro.at